# 村松幸雄
村松 幸雄（むらまつ ゆきお、1920年3月6日 - 1944年7月25日）は、静岡県出身のプロ野球選手。ポジションは投手。
史上6人目のシーズン防御率0点台を達成した。

## 来歴・人物
藤枝尋常高等小学校（現藤枝市立藤枝小学校）時代からの名投手。掛川中では当時の東海地区No.1投手と言われていた、1938年に第24回全国中等学校優勝野球大会へ4番主将として出場し、同大会の選手宣誓も務めた。試合は1回戦で香川県の坂出商業と対戦したが2対0で惜敗した。
卒業後は慶應義塾大学からの誘いもあったが家庭の事情もあってプロ野球へ進む事を決意し、1939年に名古屋軍へ入団した。
ドロップやカーブを武器に、1年目は5勝に終わったが、2年目となる1940年に21勝を挙げた。翌年も12勝を挙げ、名古屋軍のエースとしてチームを支えた。
1941年11月30日に職業野球東西対抗戦へ登板したが、これが村松のプロ野球での最後のピッチングとなった。
1942年2月に召集され、豊橋陸軍予備士官学校へ派遣される。1943年に満州国に渡り、1944年はグアム島に渡った。
1944年7月25日にグアム島で米軍に狙撃され、24歳で戦死した。共にプロ野球でプレーしていた坪内道典は「戦後もし生きていればチームのエースとして投げまくっていただろう」と村松を惜しんでいた。彼がつけていた背番号18は、戦争が終わった後の1948年まで誰もつけなかったという。
東京ドーム敷地内にある鎮魂の碑に、彼の名前が刻まれている。

## 詳細情報

### 年度別投手成績
| 年 度     | 球 団     | 登 板 | 先 発 | 完 投 | 完 封 | 無 四 球 | 勝 利 | 敗 戦 | セ 丨 ブ | ホ 丨 ル ド | 勝 率 | 打 者 | 投 球 回 | 被 安 打 | 被 本 塁 打 | 与 四 球 | 敬 遠 | 与 死 球 | 奪 三 振 | 暴 投 | ボ 丨 ク | 失 点 | 自 責 点 | 防 御 率 | W H I P |
| --------- | --------- | ----- | ----- | ----- | ----- | -------- | ----- | ----- | -------- | ----------- | ----- | ----- | -------- | -------- | ----------- | -------- | ----- | -------- | -------- | ----- | -------- | ----- | -------- | -------- | ------- |
| 1939      | 名古屋    | 10    | 7     | 4     | 1     | 0        | 5     | 3     | --       | --          | .625  | 275   | 70.0     | 45       | 3           | 24       | --    | 1        | 23       | 0     | 0        | 16    | 8        | 1.03     | 0.99    |
| 1940      | 名古屋    | 51    | 23    | 18    | 3     | 3        | 21    | 13    | --       | --          | .618  | 1174  | 296.2    | 240      | 5           | 72       | --    | 1        | 64       | 3     | 0        | 78    | 50       | 1.52     | 1.05    |
| 1941      | 名古屋    | 28    | 22    | 18    | 5     | 0        | 12    | 10    | --       | --          | .545  | 788   | 210.2    | 130      | 1           | 50       | --    | 1        | 61       | 0     | 0        | 33    | 23       | 0.98     | 0.85    |
| 通算：3年 | 通算：3年 | 89    | 52    | 40    | 9     | 3        | 38    | 26    | --       | --          | .594  | 2237  | 577.1    | 415      | 9           | 146      | --    | 3        | 148      | 3     | 0        | 127   | 81       | 1.26     | 0.97    |

### 背番号
- 18 （1939年 - 1941年）